# Зомбковиці-Шльонські
Зомбковиці-Шльонські (пол. Ząbkowice Śląskie, нім. Frankenstein) — місто в південно-західній Польщі.
Адміністративний центр Зомбковицького повіту Нижньосілезького воєводства.

## Демографія
Демографічна структура станом на 31 березня 2011 року:
|          | Загалом | Допрацездатний вік | Працездатний вік | Постпрацездатний вік |
| -------- | ------- | ------------------ | ---------------- | -------------------- |
| Чоловіки | 7551    | 1330               | 5288             | 933                  |
| Жінки    | 8535    | 1279               | 4942             | 2314                 |
| Разом    | 16086   | 2609               | 10230            | 3247                 |